# Yandi Mine
Die Yandi Mine ist ein Eisenerz-Bergwerk in der Pilbara-Region von Western Australia, 90 Kilometer westlich von Newman gelegen. Die Mine sollte nicht mit der nahegelegenen Yandicoogina Mine von der Rio Tinto Group verwechselt werden, die auch kurz Yandi genannt wird.

## Wirtschaftliche Daten
Hauptanteilseigner des Bergwerks ist mit 85 % ist die BHP Billiton, die weitere sieben Bergwerke in der Pilbara-Region betreibt. BHP Billiton betreibt auch zwei Verladeanlagen für die Verschiffung von Eisenerz in Port Hedland am Nelson Point und auf Finucane Island und über 1.000 Kilometer Eisenbahnlinien zum Erztransport.
BHP Billiton ist der zweitgrößte Eisenerz-Bergwerksbetreiber in der Pilbara, nach Rio Tinto, während die Fortescue Metals Group den dritten Platz belegt. 2010 beschäftigte BHP 8.000 Personen in der Eisenerzproduktion der Region.

## Geschichte
| \| \|                                                                          |
| Bergbau in der Pilbara-Region. Der rote Punkt markiert die Lage des Bergwerks. |
|                                                                                |

Die erste Eisenerz-Mine, die den Betrieb in der Pilbara-Region aufnahm, war die Goldsworthy Mine im Jahr 1965. Das produzierte Eisenerz wurde mit der Goldsworthy Railway zu den Hafenanlagen auf Finucane Island transportiert und auf Schiffe verladen. Am 1. Juni 1966 verließ die erste Schiffladung australischem Eisenerz an Bord der Harvey S. Mudd diesen Hafen.
Bergbauaktivitäten begannen in Yandi 1991 und die erste Schiffsladung von Eisenerz wurde 1992 produziert. Die Produktionsanlage wurde von 1994 bis 2003 erneuert und hat eine jährliche Kapazität von 41 Millionen Tonnen Eisenerz. Die Anlage besteht aus einem Brecher, zwei Produktionsanlagen und zwei Zug-Verladestationen.
Nach zwei tödlichen Arbeitsunfällen in der Yandi Mine im September 2008 schloss BHP die Mine für 10 Tage zur Überprüfung der Arbeitssicherheit und ließ auch alle anderen ihrer Eisenerzbergwerke in der Pilbara-Region überprüfen.